# Tau Centauri
Tau Centauri (τ Cen, τ Centauri) é uma estrela na constelação de Centaurus. Tem uma magnitude aparente visual de 3,91, sendo visível a olho em locais sem poluição luminosa excessiva. Com base em sua paralaxe medida pela sonda Gaia, está a uma distância de 134 anos-luz (41,2 parsecs) da Terra. É uma das estrelas observadas pela sonda Hipparcos com a menor variação de magnitude, com amplitude não maior que 0,01.
Tau Centauri é uma estrela de classe A da sequência principal com um tipo espectral de A2V e temperatura efetiva de 9 200 K, indicando que é uma estrela branca que gera energia pela queima de hidrogênio em seu núcleo. Possui uma massa equivalente a 2,44 vezes a massa solar e está brilhando com 51 vezes a luminosidade solar. Com base em um diâmetro angular de 0,85 milissegundos de arco, seu raio pode ser calculado em cerca de 3,7 raios solares. É uma estrela de rotação muito rápida, com uma velocidade de rotação projetada calculada de até 330 km/s, conferindo à estrela um achatamento estimado de 30%. Possui uma idade de cerca de 310 milhões de anos, e já passou por 71% da fase de sequência principal. Não possui estrelas companheiras conhecidas, mas é provável (98% de chance) que forme um par de movimento comum com a estrela Gamma Centauri.